# Museo de arqueología de Belice
El Museo de arqueología de Belice (en inglés: Belize Archaeology Museum; conocido a menudo como el Museo Belmopán (Belmopán Museum) es un museo nacional en Belmopán, la capital del país centroamericano de Belice. Cuenta con exposiciones de descubrimientos arqueológicos mayas y explora unos 1000 años de historia maya.
otan